# Milorad Čavić
Milorad Čavić (serbisch-kyrillisch Милорад Чавић, * 31. Mai 1984 in Anaheim, Kalifornien) ist ein serbischer Schwimmer.

## Werdegang
Milorad Čavić ging erstmals bei den Olympischen Spielen 2000 in Sydney für sein Land an den Start, wo er über 50 m Freistil antrat. Bei den Kurzbahneuropameisterschaften 2003 in Dublin stellte er mit 50,02 s einen neuen Weltrekord im Schmetterling auf. Dieser wurde am 24. März 2004 durch Ian Crocker eingestellt. Des Weiteren ist Čavić fünffacher Europameister.
Bei den Olympischen Spielen 2008 in Peking gewann er die Silbermedaille über 100 m Schmetterling, wobei er nur um eine Hundertstelsekunde von Michael Phelps geschlagen wurde.

### Skandal
Bei der Siegerehrung für seinen Erfolg über 50 Meter Schmetterling bei den Schwimmeuropameisterschaften 2008 trug Čavić ein T-Shirt mit der Aufschrift „Косово је Србија“ („Kosovo ist Serbien“). Dies brachte ihm die Disqualifikation für die restlichen Wettbewerbe ein, weil der Disziplinarausschuss der Europäischen Schwimm-Liga (LEN) das als Verletzung des Statuts bewertete. Čavić musste als Konsequenz eine Strafe von $10.800 zahlen, durfte aber seine Medaille und den Europarekord behalten.

## Erfolge
Junioreneuropameisterschaften 2001
- 50 m Schmetterling, 2. Platz
- 100 m Schmetterling, 1. Platz

Weltmeisterschaften Barcelona 2003
- 100 m Freistil, 8. Platz – 49,54 s Landesrekord

Schwimmeuropameisterschaften Kurzbahn Dublin 2003
- 100 m Schmetterling, 1. Platz 50,02 s Weltrekord

Olympische Spiele Athen 2004
- 50 m Freistil, 31. Platz – 23,05 s
- 100 m Freistil, 19. Platz – 49,74 s
- 100 m Schmetterling, 16. Platz – 52,44 s (4;qual.), 53,12 s (Halbf.)

Weltmeisterschaften Montreal 2005
- 50 m Schmetterling, 10. Platz – 24,03 s (Halbf.), 24,22 s (16;Halbf.)
- 100 m Schmetterling, 10. Platz – 53.06 s (Halbf.), 53,07 s (4;qual.)

Weltmeisterschaften Melbourne 2007
- 50 m Schmetterling, 6. Platz 23,70 s Landesrekord
- 100 m Schmetterling, 6. Platz – 52,53 s Mit 51,70 s (qual.) Landesrekord

Schwimmeuropameisterschaften 2008
- 50 m Schmetterling, 1. Platz 23,11 s Europarekord

Olympische Spiele Beijing 2008
- 100 m Schmetterling, Silbermedaille – 50,59 s Europarekord

Kurzbahneuropameisterschaften 2008 Rijeka
- 100 m Schmetterling, 1. Platz – 49,19 s Europarekord
- 50 m Schmetterling, 2. Platz 22,36 s

Schwimmweltmeisterschaften 2009 Rom
- 50 m Schmetterling, 1. Platz 22,67 s
- 100 m Schmetterling, 2. Platz 49,95 s Europarekord

### Rekorde
| Rekorde                        | Rekorde | Rekorde      | Rekorde                               | Rekorde   | Rekorde |
| ------------------------------ | ------- | ------------ | ------------------------------------- | --------- | ------- |
| 100 m Schmetterling (Kurzbahn) | 50,02 s | Weltrekord   | 12. Dezember 2003 – 26. März 2004     | Dublin    |         |
| 100 m Schmetterling (Kurzbahn) | 50,02 s | Europarekord | 12. Dezember 2003 – 16. November 2008 | Dublin    |         |
| 100 m Schmetterling (Kurzbahn) | 49,19 s | Europarekord | seit 12. Dezember 2008                | Rijeka    |         |
| 100 m Schmetterling            | 50,59 s | Europarekord | 16. August 2008 – 4. April 2009       | Peking    |         |
| 100 m Schmetterling            | 49,95 s | Europarekord | seit 1. August 2009                   | Rom       |         |
| 100 m Schmetterling            | 50,01 s | Weltrekord   | 31. Juli 2009 – 1. August 2009        | Rom       |         |
| 50 m Schmetterling             | 23,11 s | Europarekord | 19. März 2008 – 5. April 2009         | Eindhoven |         |